# Freddy Charles Rabak

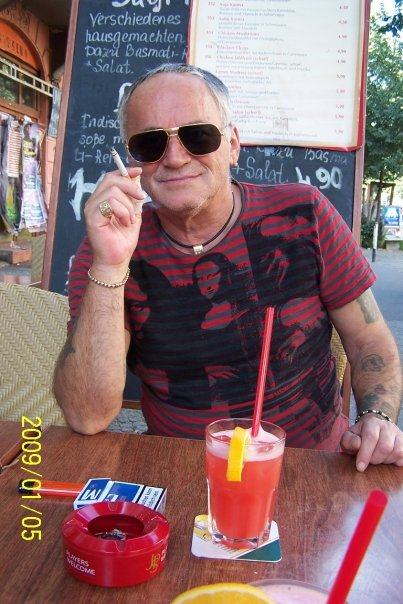
Rabak 2009

Freddy Charles Rabak (* 6. Juli 1947 als Alfred Hrabak in Wien) ist ein ehemaliger österreichischer Zuhälter, Drogendealer, Entfesselungskünstler, Gefängnisausbrecher und nunmehriger „selbsternannter Strichphilosoph“. Auch bekannt ist Rabak u. a. unter dem Pseudonym Cadillac Freddy. Die Bezeichnung Strichphilosoph stammt vom Unterweltreporter Robert Geher und steht in seinem Buch Wiener Blut von 1992, als persönliche Widmung an Rabak. Das deutsche Magazin FOCUS hat die Bezeichnung im Jahr 1996 übernommen. Rabak gilt in den Medien als letzter Strizzi Wiens. Er zeichnet sich heute nur mehr als aktiver Buchautor aus und hat mit der Halbwelt abgeschlossen.

## Kindheit und Jugend
Freddy Charles Rabak wuchs als Spross einer Artistenfamilie in der Wiener Pratergegend auf. Artisten, Zuhälter und Huren prägten den Heranwachsenden, gaukelten Rabak das Gefühl von Freiheit vor, das er erst als Erwachsener revidierte. Erzogen von einem erzkonservativen Onkel wurde er in der Kindheit oft Opfer von häuslicher Gewalt. Das Schreiben von Aufsätzen und das lesen und schreiben von Geschichten hat Rabak schon in der Pflichtschule interessiert. Mit 14 Jahren begann er eine Ausbildung als Gas-Wasser-Heizungs-Installateur, die er mit dem Gesellenbrief abschloss. Mit 16 Jahren bekam er die erste Vorstrafe wegen Diebstahls. Mit 17 Jahren bekam er eine unbedingte Haftstrafe wegen eines Raubüberfalls. Zur gleichen Zeit hatte er die ersten Beziehungen zu Prostituierten.

## Leben und Wirken in der Halbwelt
Rabak trat 1966 den Militärdienst an und bekam seine erste Vorstrafe wegen Körperverletzung. 1967 bekam er eine Verurteilung wegen Zuhälterei, mit 3 Monate Arrest und 3 Jahre Arbeitshaus auf Bewährung. Kurz darauf kam eine Verurteilung wegen Einbruch die zu einer Strafe von 20 Monaten schweren Kerker und 5 Jahren Arbeitshaus führte. Rabak war zu dem Zeitpunkt der jüngste Österreicher, der für 4 Vorstrafen gesamt zu 2 Mal Arbeitshaus verurteilt wurde. Nach mehreren Selbstmordversuchen und Selbstverletzungen in Haft wurde Rabak in die Sonderanstalt Mittersteig und die psychiatrische Abteilung Steinhof eingeliefert. Damit wurden die Vollstreckungen des Arbeitshauses aufgeschoben und später auch aufgehoben. Rabak arbeitete nach seiner Haftentlassung als Installateur und lernte von seinem Vater das Handwerk eines Entfesselungskünstlers, sich aus Fesselungen zu befreien. 1971 begann er seine Karriere ans Entfesselungskünstler an der Alten Donau. Er befreite sich in Ketten gefesselt und in einem Käfig gesperrt unter der Erde, hängend in der Luft und auch unter Wasser. Rabak hatte in seinen jüngeren Jahren mehrere öffentliche Auftritte als Entfesselungskünstler, in denen er teils auch mit seinem Vater aufgetreten ist. Diese zu der Zeit Aufsehen erregenden Auftritte hatte der Österreichische Rundfunk aufgegriffen und dokumentiert.
Zu der Zeit verliebte er sich in eine 16-jährige Geheimprostituierte, mit der er neuneinhalb Jahre verbrachte und die er auch heiratete, damit sie die Gesundheitskarte für offizielle Prostituierte früher erlangen konnte. Die Prostitution war zu der Zeit erst ab 21 Jahren erlaubt. Rabak begann mit dem Kartenspiel und verspielte regelmäßig das mit Prostitution verdiente Geld seiner Frau. Er musste daher in Diskotheken, Volksfesten und Veranstaltungen als Entfesselungskünstler auftreten. Die zu der Zeit angehäuften Straftaten bestanden „nur“ aus leichten Körperverletzungen.
1975 flüchtete Rabak aus der Justizanstalt Göllersdorf. Erst nach einer Vermittlung durch den Psychiater Sluga stellte sich Rabak den Behörden. Nach einer Schießerei 1978 entfloh er aus dem Landesgericht Wien und wurde nach einem Selbstmordversuch wieder an die Behörden überstellt. 1981 kam es zu einer Verurteilung wegen schwerer Körperverletzung, die mit einer einjährigen Haft geahndet wurde. Zu der Zeit lernte er seine zweite Frau kennen, die er insgesamt zwei Mal heiratete. In dieser Haft kam es abermals zu einem Selbstmordversuch. Er wurde in die Haftanstalt Göllersdorf eingeliefert, die für geistig abnorme Rechtsbrecher gedacht war. Wegen seiner labilen psychischen Lage ließ er sich in die Strafvollzugsanstalt Stein einweisen. In der dortigen einjährigen Haft wandte er sich der Esoterik zu. Zu der Zeit hatte er alles verloren: sein erwirtschaftetes kleines Bordell, der Familienschmuck und selbst seine Wohnungseinrichtung waren weg.
Nach seiner Haft arbeitete er als Kellner und lernte seine dritte Frau kennen. Nach vier Jahren endete diese Beziehung. Rabak lebte von Gelegenheitsjobs, der Notstandshilfe und von Aufträgen als Leibwächter. Im Jahr 1992 gründete die Initiative für Huren. Ein Theaterstück, das er schrieb, wurde nie veröffentlicht. Er startete 1993 eine einmalige Demonstration gegen das Schließen von Bordellen in Wien. In der Presse avanciert Rabak zum Cadillac Freddy und Strichphilosophen. Mangels Unterstützung durch die Betroffenen verlief die Aktion jedoch im Sand. Rabak schrieb für das Boulevardblatt WiWo und diverse Sexzeitschriften. In der WiWo hatte Rabak von 1991 bis 1992 eine eigene Kolumne unter dem Namen Seiten-Hiebe, ausgeteilt von Alfred Hrabak. Zu der Zeit wurde Rabak noch mit einigen Delikten wie Urkundenunterdrückung, gefährlicher Drohung und Kokainbesitz straffällig.
In dem Film MALAMBO von Milo Dor wurden Sequenzen aus Rabaks Leben gezeigt. Im Buch vom Robert Geher über die Geschichte der Wiener Unterwelt Wiener Blut ist Rabak ebenfalls zu finden. Der späte Wegbegleiter Rabaks Robert Geher nahm sich 1994 zusammen mit seiner Frau Iris im Kokainrausch das Leben. Durch die Bekanntheit Gehers fand der tragische Selbstmord auch in Deutschland ein mediales Echo und wurde auf RTL Explosiv mit der Hilfe Rabaks verarbeitet.

## Nach seinem Ausstieg aus der Halbwelt
Rabak heiratete nach seinem endgültigen Ausstieg aus der Halbwelt 1996 eine Wiener Ärztin, wurde bürgerlich und lebte in relativem Wohlstand, teilweise in Spanien. Ab dem Zeitpunkt begann Rabak mit dem großflächigen Herausbringen seiner Schriften. Die Ärztin beging jedoch am 18. März 2007 Selbstmord. Es folgen zahlreiche Auftritte in deutschen Talkshows, auf RTL war er ein gefragter Studiogast und Szeneexperte. Rabak half dem in Wien lebenden US-Autor John Leake bei der Recherche für das Unterweger-Buch „Der Mann aus dem Fegefeuer“ durch sein Kontaktnetz. Sechs Monate nach dem Tod seiner fünften Frau lernte Rabak seine sechste Frau Ruth kennen, sie studierte und absolvierte die Fächer Politikwissenschaft, Anglistik und Philosophie an der Universität Heidelberg. Ruth Rabak war selber eine erfolgreiche Autorin. Sie schrieb ein Kinderbuch mit dem Titel Ohrliwurli begegnet dem Regen und das Buch Der ganz normale Universitätswahnsinn: oder wie ein Strizzi ihr Leben rettete Ruth verstarb im Jahr 2023. Rabak war 1996 und 2018 Gast bei Willkommen Österreich im ORF. Auch ATV widmete Rabak in der Reportagenreihe Im Sog der Unterwelt einen Beitrag. Rabak wurde 1997 von Sat.1 als Szenekenner zum aktuellen Kokainskandal rund um Andreas Goldberger in Wien befragt. Radio Wien hatte 2009 in seiner Serie Wiener-Geschichten bei Otto Schmidt auch Rabak zu Gast. Ende 2024 drehte ATV eine Reportage mit dem Namen Freddy Rabak-Prater Strizzi-Verbrecher auf der Flucht über Rabak, die am 22. Februar 2025 ausgestrahlt wurde.

## Trivia
- Mit seinem Werk – Adieu Rotlicht-Milieu – war Rabak 2017 an erster Stelle in den Amazon-Listung
- Nach seinen Selbstmordversuchen hat der als Nazi-Psychiater bekannte Heinrich Groß an den Begutachtungen Rabaks mitgewirkt.
- Rabak war 1994 Zeuge im Strafprozess des als Frauenmörder in die österreichische Justizgeschichte eingegangenen Jack Unterweger. Hierzu hat der Stern in seiner Ausgabe 38/92 berichtet.
- Rabak ist es gelungen, sich bei der Begutachtung durch den renommierten psychiatrischen Gutachter Rudolf Jech als grenzdebil mit einem IQ von 95 darzustellen, sodass die Verurteilungen zu den Arbeitshäusern aufgeschoben und am Ende auch aufgehoben wurden.
- 1989 spielte Freddy Rabak im Tatort Geld für den Griechen mit. An seiner Seite war seine dritte Ehefrau, die im Film eine Prostituierte mimte.

## Fernsehserien und -reihen
- 1989: Tatort: Geld für den Griechen

## Werke
- Blödsinn, Verlag LOCUS aus 1996, ISBN 3-901733-00-0
- Es war einmal in Wien, Verlag LOCUS aus 1997, ISBN 3-901733-01-9
- Adieu Rotlicht-Milieu: Es war einmal die Wiener Unterwelt, BoD – Books on Demand; 1. Edition 2017, ISBN 978-3-7448-5570-9
- Der alte Mann und das Rotlicht: (Adieu Rotlichtmilieu – Es war einmal die Wiener Unterwelt 3), Books on Demand; 1. Edition aus 2019, ISBN 978-3-7494-8393-8
- Strizzi-Anekdoten: Es war einmal in Wien und anderswo (Adieu Rotlicht-Milieu 2), BoD – Books on Demand; 1. Edition aus 2019, ISBN 978-3-7392-4208-8
- Die vergessene Ehre der Ganoven: süß-saure Gedankencocktails (Adieu Rotlicht-Milieu, Band 4), BoD – Books on Demand; 1. Edition aus 2019, ISBN 3-7494-8393-0
- Mutti, der Mann mit dem Schmäh ist da: Cadillac-Freddys Schmunzelstorys – Band 5 von Adieu Rotlicht-Milieu, BoD – Books on Demand aus 2020, ISBN 3-7519-7239-0
- Unterschicht-Vaginas, Sex-Handwerker u. a. Storys: Politologin Ruth sinniert-Cadillac-Freddy kommentiert, BoD – Books on Demand aus 2020, ISBN 3-7526-0852-8
- Die Schmunzel-Manufaktur: Nimm das Leben und meine Bücher nicht zu ernst. (Mutti, der Mann mit dem Schmäh ist da),  BoD – Books on Demand; 1. Edition 2021, ISBN 3-7534-4317-4
- Ist mir Wurscht!: oder doch net? (Mutti, der Mann mit dem Schmäh ist da 3), BoD – Books on Demand 1. Edition aus 2021, ISBN 978-3-7557-2045-4
- Auch Du wirst einmal ein Engel sein: während ich es mit einer Teufelin treibe (Schmunzelmanufaktur), BoD – Books on Demand; 2. Edition 2023, ISBN 3-7347-3877-6